# Araneus obscurissimus
Araneus obscurissimus là một loài nhện trong họ Araneidae.
Loài này thuộc chi Araneus. Araneus obscurissimus được Lodovico di Caporiacco miêu tả năm 1934.